# Subiektywna oczekiwana użyteczność
Subiektywna oczekiwana użyteczność (SEU), antycypowana wartość gratyfikacyjna - ilościowa charakterystyka celu aktywności podmiotu, związana z jego spodziewaną zdolnością do zaspokojenia potrzeb, czyli redukcją napięcia motywacyjnego.